# Vladimir Krioukov
Pour les articles homonymes, voir Krioukov.
Vladimir Viktorovitch Krioukov (en russe : Владимир Викторович Крю́ков), né le 15 juillet 1897 à Boutourlinovka dans le gouvernement de Voronej et mort le 16 août 1959 à Moscou, est un officier supérieur soviétique, membre du parti communiste depuis 1941.

## Biographie
Vétéran de la Première Guerre mondiale et de la guerre d'Hiver, il est nommé le 1er avril 1941 commandant de la 198e division motorisée qui au début de la Seconde Guerre mondiale est basée à Oranienbaum et à Strelna. Le 23 juin, sa formation est transférée à Vyborg et le 4 juillet affronte les troupes finlandaises. Encerclée dans la région du lac Ladoga, la division est évacuée par la flotte de Ladoga du 12 au 20 août.
Du 12 janvier au 3 février 1942, Krioukov commande le 10e corps de cavalerie, puis, à partir du 6 mars 1942 le 2e corps de cavalerie de la Garde.
En novembre 1942, il participe à l'opération Mars sur le front de l'Ouest visant à supprimer l'important saillant de Rjev occupé par la 9e armée commandé par Walter Model.
En février-mars 1943, la formation de Krioukov, renforcée par trois bataillons à ski, participe à l'opération de Sevsk-Orel dirigée par Constantin Rokossovski qui cherche à lancer l'offensive en direction de Smolensk, puis, en joignant les forces des fronts de Kalinine et de l'Ouest, encercler le groupe d'armées Centre. Après avoir rompu la ligne de défense des Allemands, la formation de Krioukov s'enfonce loin sur le territoire occupé, mais se retrouve rapidement encerclée et sera contrainte de reculer jusqu'à la ville de Sevsk qu'elle va défendre pendant six jours subissant d'énormes pertes (15 000 morts).
Le 20 juillet 1944, il est nommé commandant du groupe de cavalerie mécanisée regroupant le 2e corps de cavalerie et le 11e corps de blindés.
Il commande un corps des armées lors de l'offensive Vistule-Oder et l'offensive de Poméranie orientale.
Le 6 avril 1945, pour ses fait militaires, Vladimir Krioukov reçoit le titre de héros de l'Union soviétique, avec l'attribution d'un ordre de Lénine et d'une Étoile d'or.
Depuis le mois de mai 1946, il est le chef de l'École supérieure de cavalerie Semion Boudienny. Depuis juin 1947, il est attaché à l'état-major du commandant en chef de l'Armée de terre. À partir d'octobre 1947, commandant adjoint du 36e corps de fusiliers.
Vladimir Krioukov est arrêté à Moscou le 18 septembre 1948, pour ce qui sera appelé l'affaire des trophées. Il est accusé de pillage et possession de plusieurs automobiles, de pierres précieuses, des œuvres d'art, de mobilier et de livres de collection. Le 2 novembre 1951, Vladimir Krioukov est condamné par le Collège militaire de la Cour suprême de l'URSS conformément à l'article 58-10 de la partie 1 du Code pénal de la RSFSR et la loi du 7 août 1932 à l'emprisonnement dans un camp de travail pendant 25 ans, avec la déchéance des droits pendant 5 ans, avec confiscation de tous les biens et le retrait des médailles. Le 29 février 1952 le décret du Présidium du Soviet suprême de l'URSS lui retire le titre de héros de l'Union soviétique et toutes les décorations. Par la décision du Conseil des Ministres de l'URSS, le 10 novembre 1952, il est déchu de son grade militaire. Il est déporté dans un camp de Goulag dans le Kraï de Krasnoïarsk. Il sera réhabilité par le décret du Præsidium du Soviet suprême no СП-0046/51 en juillet 1953.

## Vie privée
Il est marié avec Lidia Rouslanova, une célèbre chanteuse russe de chansons populaires, rencontrée en avril 1942, près de Volokolamsk.

## Décorations
- Étoile d'or (06.04.1945);
- Ordre de Lénine (1941, 21.02.1945, 06.04.1945);
- Ordre du Drapeau rouge (03.11.1944, 1954) ;
- Ordre de Souvorov de 1re classe (02.09.1944)
- Ordre de Koutouzov de 1re classe (29.05.1945)
- Ordre de Souvorov de 2e classe (18.03.1943, 31.03.1943)
- Médaille pour la Défense de Léningrad
- médaille pour la Défense de Moscou
- Ordre militaire de Virtuti Militari
- Ordre de la Croix de Grunwald de 2e classe
- Médaille pour la victoire sur l'Allemagne
- Médaille pour la Libération de Varsovie